# Malarce-sur-la-Thines
 Malarce-sur-la-Thines  es una población y comuna francesa, ubicada en la región de Ródano-Alpes, departamento de Ardèche, en el distrito de Largentière y cantón de Les Vans.
Su población en el censo de 1999 era de 258 habitantes.
Está integrada en la Communauté de communes Cévennes Vivaroises, la que es la comuna más poblada.

## Demografía
| 209 | 196 | 188 | 200 | 244 | 258 |
| Para los censos de 1962 a 1999 la población legal corresponde a la población sin duplicidades (Fuente: INSEE [Consultar]) |     |     |     |     |     |